# Ferdinand Manns
Ferdinand Manns (Witzenhausen, Prússia; 1844 – 1922) fou un violinista i compositor alemany.
Fou deixeble de Kraushaar a Kassel, i el 1866 s'establí a Bremen. Va escriure diverses composicions per a orquestra i alguns quintets, quartets, etc., per a instruments de corda. Una de les seves més notables produccions fou un concert per a violoncel i piano.
I d'altres com:
- Concertino per a clarinet Op. 29;
- Quatre petits concerts, Op. 39:
- Romança, Op. 31;
- Serenade;
- Sonata per a piano a 4 mans per a violí o violoncel, Op. 36;
- Trio per a cordes, Op. 15;
- 3 Trios a la primera capa, Op. 16.